# Harmonium (film)
Pour les articles homonymes, voir Harmonium (homonymie).
Pour plus de détails, voir Fiche technique et Distribution.
Harmonium (淵に立つ, Fuchi ni tatsu) est un film franco-japonais réalisé par Kōji Fukada, sorti en 2016.
Il est présenté en section Un certain regard au Festival de Cannes 2016, où il remporte le Prix du jury.

## Synopsis
Toshio possède un petit atelier métallurgique. Lui et sa femme Akié ont une fille d'une dizaine d'années, Hotaru. Un jour, Yasaka, qui est une ancienne connaissance de Toshio, se présente à l'atelier. Toshio lui donne un emploi et le loge.

## Fiche technique
- Titre original : 淵に立つ (Fuchi ni tatsu?)
- Titre français : Harmonium
- Réalisation : Kōji Fukada
- Scénario : Kōji Fukada
- Photographie : Ken'ichi Negishi
- Montage : Kōji Fukada
- Décors : Kensuke Suzuki
- Musique : Hiroyuki Onogawa (ja)
- Société de distribution : Condor Distribution (France)[1]
- Pays d'origine :  Japon et  France
- Langue originale : japonais
- Format : couleur — 35 mm — 1,66:1
- Genre : drame
- Durée : 118 minutes
- Dates de sortie :
  - France : 14 mai 2016 (Festival de Cannes 2016), 11 janvier 2017 (sortie nationale)[1]
  - Japon : 8 octobre 2016 (sortie nationale)[2]

## Distribution
- Kanji Furutachi (ja) : Toshio
- Mariko Tsutsui : Akié
- Tadanobu Asano : Yasaka
- Momone Shinokawa (ja) : Hotaru
- Takahiro Miura (ja) : Atsushi Shitara
- Taiga (ja) : Takashi Yamakami
- Kana Mahiro : Hotaru (huit ans plus tard)

## Accueil

### Accueil critique
En France, le site Allociné recense une moyenne des critiques presse de 3,8/5, et des critiques spectateurs à 3,8/5.

### Box-office
- France : 63 914 entrées[4]

## Distinctions
- Festival de Cannes 2016 : prix du jury de la section Un certain regard[5]
- Asian Film Awards 2017 : prix du meilleur acteur pour Tadanobu Asano[6]
- Prix du film Mainichi 2017 : prix de la meilleure actrice pour Mariko Tsutsui[7]